# Витунь
45°17′ пн. ш. 15°08′ сх. д. / 45.28° пн. ш. 15.14° сх. д.
Витунь (хорв. Vitunj) — населений пункт у Хорватії, у Карловацькій жупанії у складі міста Огулин.

## Населення
Населення за даними перепису 2011 року становило 98 осіб.
Динаміка чисельності населення поселення: